# Тишковка (Шумячский район)
Тишковка — деревня в Шумячском районе Смоленской области России. Входит в состав Озёрного сельского поселения. Население — 16 жителей (2007 год). 
Расположена в юго-западной части области в 7 км к юго-западу от Шумячей, в 3 км севернее автодороги А101 Москва — Варшава («Старая Польская» или «Варшавка»), на берегу реки Смородинка. В 6 км южнее деревни расположена железнодорожная станция Осва на линии Рославль — Кричев. 

## История
В годы Великой Отечественной войны деревня была оккупирована гитлеровскими войсками в августе 1941 года, освобождена в сентябре 1943 года.